# زاك بروك
زاك بروك (بالإنجليزية: Zach Brock)‏ هو ملحن أمريكي، ولد في 2 أغسطس 1974 في ليكسينغتون في الولايات المتحدة.

## وصلات خارجية
- زاك بروك على موقع ميوزك برينز (الإنجليزية)
- زاك بروك على موقع أول ميوزيك (الإنجليزية)
- زاك بروك على موقع ديسكوغز (الإنجليزية)